# تیم اسکوایرز
تیم اسکوایرز (انگلیسی: Tim Squyres؛ زادهٔ ۲۹ مارس ۱۹۵۹) یک تدوین‌گر اهل ایالات متحده آمریکا است.

## بخشی از فیلمشناسی
- ضیافت عروسی (۱۹۹۳)
- عقل و احساس (فیلم) (۱۹۹۵–۱۹۹۶)
- طوفان یخ (فیلم) (۱۹۹۷)
- لولو روی پل (۱۹۹۸)
- سواری با اهریمن (فیلم) (۱۹۹۹)
- ببر خیزان، اژدهای پنهان (۲۰۰۰) نامزد هفتاد و سومین دوره جوایز اسکار جایزه اسکار بهترین تدوین
- هالک (فیلم) (۲۰۰۳)
- سیریانا (۲۰۰۵)
- شهوت، احتیاط (۲۰۰۷)
- ریچل ازدواج می‌کند (۲۰۰۸)
- زندگی پی (فیلم) (۲۰۱۲) نامزد هشتاد و پنجمین دوره جوایز اسکار جایزه اسکار بهترین تدوین / جایزه سینمایی انتخاب منتقدان برای بهترین تدوین
- شکست‌ناپذیر (فیلم ۲۰۱۴) (۲۰۱۴)
- افسانه زمستان (فیلم) (۲۰۱۴)
- پیاده‌روی طولانی بیلی لین بین دو نیمه (۲۰۱۶)